# Herlin-Altar (Bopfingen)

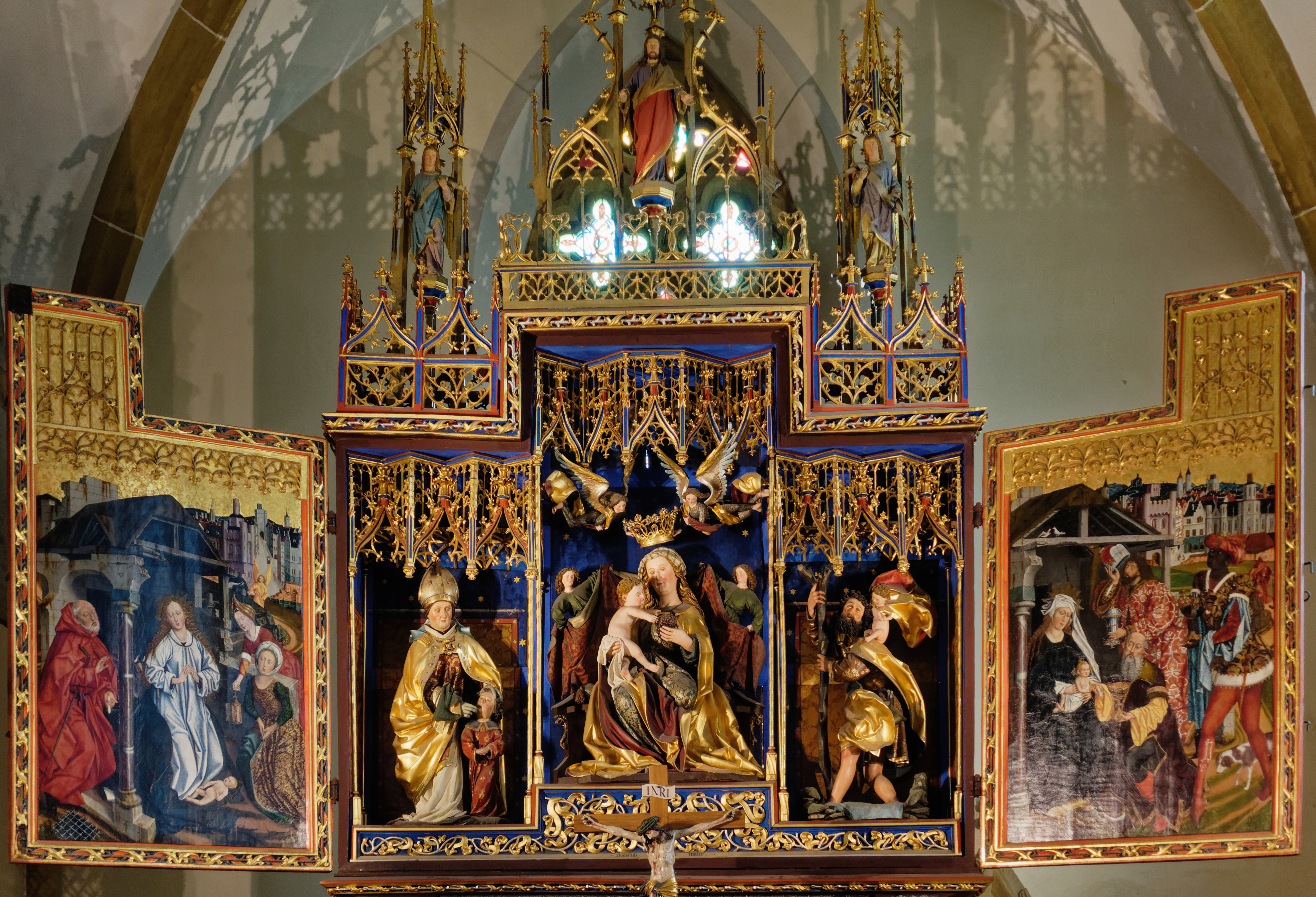
Herlin-Altar in der Stadtkirche St. Blasius in Bopfingen

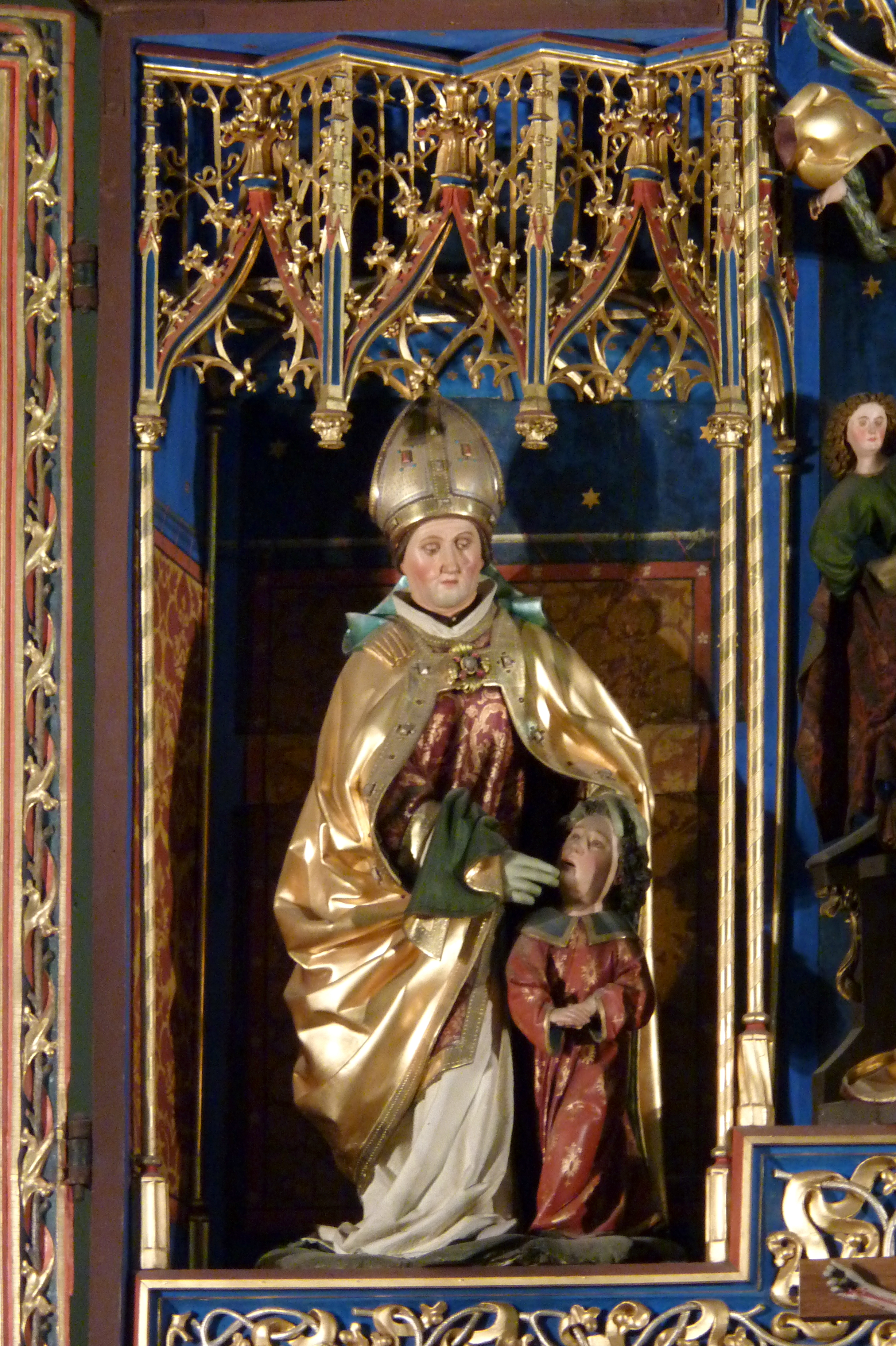
Hl. Blasius

Der Herlin-Altar ist ein spätgotischer Flügelaltar in der evangelischen Stadtkirche St. Blasius in Bopfingen, einer Stadt im Ostalbkreis in Baden-Württemberg.

## Geschichte
Der Altar wurde von der Äbtissin des Zisterzienserinnenklosters Mariä Himmelfahrt zu Kirchheim am Ries, die das Patronatsrecht über die Pfarrkirche St. Blasius innehatte, in Auftrag gegeben. Die Kirche war vermutlich um 1100 dem hl. Blasius, einem der Vierzehn Nothelfer, gewidmet worden. In einem Ablassbrief von 1299 wurde das Patrozinium des Heiligen erstmals schriftlich erwähnt. Viele Kranke, die sich durch eine Wallfahrt Heilung erhofften, pilgerten nach Bopfingen und für sie wurde die Einrichtung der Blasiuspflege ins Leben gerufen, deren Einkünfte ebenfalls den Kirchheimer Zisterzienserinnen zukamen.
1465 schenkte Graf Johann von Helfenstein der Kirche von Bopfingen eine Reliquie des hl. Blasius. Um diese Reliquie zu präsentieren, sollte in der Werkstatt des Nördlinger Malers Friedrich Herlin (um 1430–1500) ein neuer Altar geschaffen werden, der 1472 fertiggestellt wurde. Herlin, der sich an den niederländischen Meistern Rogier van der Weyden (1399/1400–1464) und Jan van Eyck (um 1390–1441) orientierte, entwarf den Altar. Mit den Schnitzarbeiten betraute er andere Künstler. An den unteren Rahmen der Außenflügel ist die Signatur zu lesen: „Dis werck hat gemacht friderich herlein moler zuo nördlingen MCCCCLXXII“.

## Linker Flügel der Außenseite

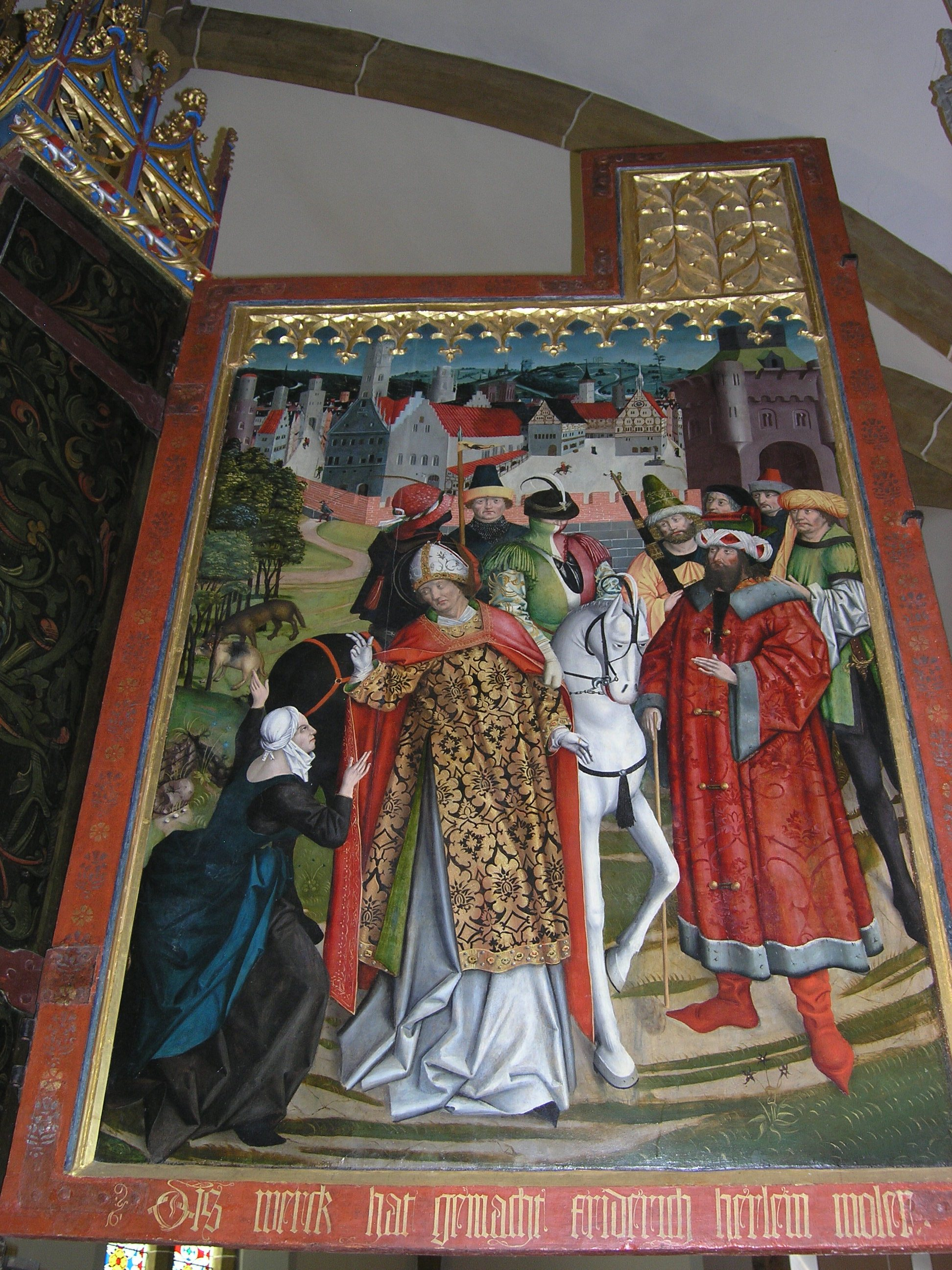
Hl. Blasius als Bischof

Für gewöhnlich waren die Flügel des Altars geschlossen und man sah die Außenseiten, auf denen Szenen aus dem Leben des hl. Blasius, des Schutzpatrons der Kirche, dargestellt sind. Auf der linken Tafel wird der hl. Blasius als Bischof dargestellt, der von dem römischen Statthalter und seinen Soldaten in Sebaste gefangen genommen wird. Auf dem Weg ins Gefängnis wird der Heilige von einer Frau angehalten, deren Schwein von einem Wolf geraubt wurde. Durch das Gebet des hl. Blasius lässt der Wolf vom Schwein ab. Man sieht links über dem Kopf der Frau den Wolf, dem das Schwein aus dem Maul gleitet. Die spätmittelalterliche Stadtkulisse im Hintergrund ist von Rothenburg ob der Tauber inspiriert, wo Friedrich Herlin die Bildtafeln des Hochaltars der Jakobskirche schuf. Die prächtigen Kleider der Figuren entsprechen der Mode der damaligen Zeit.

## Rechter Flügel der Außenseite
Die rechte Tafel der Außenseite stellt das Martyrium des hl. Blasius dar, der an einen Galgen gebunden von den Schergen des Statthalters mit Spießen gefoltert wird. Hinter der Folterszene sieht man den hl. Blasius hinter Gittern in einem Turm gefangen. Eine Frau bringt ihm auf einem Teller Kopf und Füße eines Schweins. Es ist die Frau, deren Schwein Blasius vor dem Wolf gerettet hat.

## Linker Flügel der Innenseite

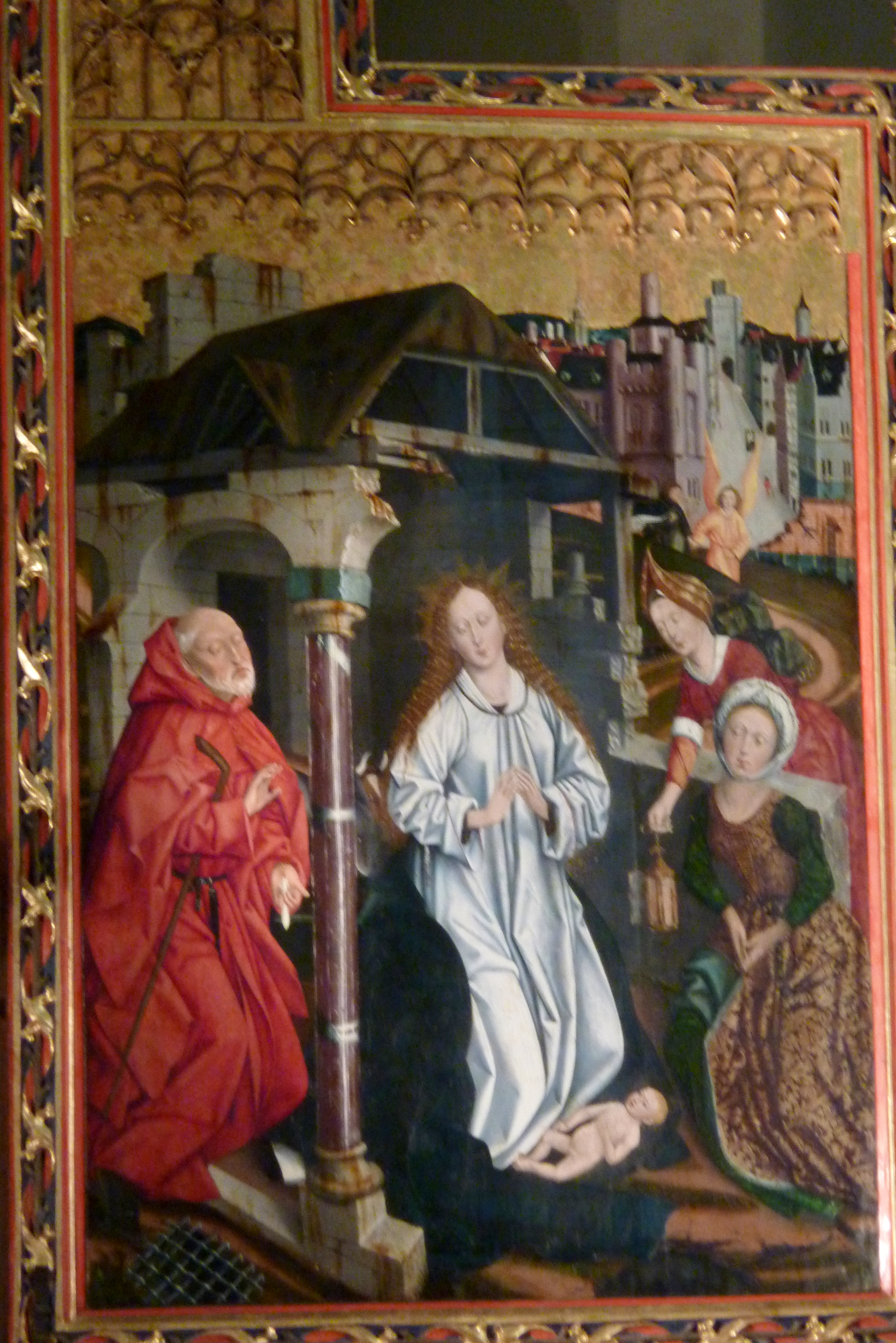
Geburt Christi

Auf der linken Tafel der Innenseite wird die Geburt Christi dargestellt. Das Jesuskind liegt nackt zu Füßen Mariens. Links von Maria steht Josef mit einer brennenden Kerze in der Hand, rechts sind zwei Hebammen zu Hilfe geeilt, eine Hebamme bringt eine Laterne mit. Die Szene spielt in einem halb verfallenen Raum, von dessen ehemaliger Pracht eine Marmorsäule und Arkaden aus Stein zeugen. Wie auf den Tafeln der Außenseite ist im Hintergrund eine an Rothenburg ob der Tauber erinnernde, spätmittelalterliche Stadt mit Türmen und herrschaftlichen Gebäuden zu sehen. Die abbröckelnde Stadtmauer wird als Hinweis auf die Vergänglichkeit irdischer Macht gedeutet. Auf einem verschlungenen Weg nähert sich ein Reisender, der von einem Engel geführt wird.

## Rechter Flügel der Innenseite
Das Tafelbild auf der rechten Innenseite stellt die Anbetung der Heiligen Drei Könige dar, die in kostbare Gewänder gekleidet sind und ihre Geschenke dem Jesuskind präsentieren. Sie verkörpern verschiedene Lebensalter und unterschiedliche Erdteile. Im Hintergrund ist dieselbe Stadt wie auf der linken Tafel dargestellt, wobei die Gebäude in etwas veränderter Perspektive gezeigt werden.

## Schnitzfiguren

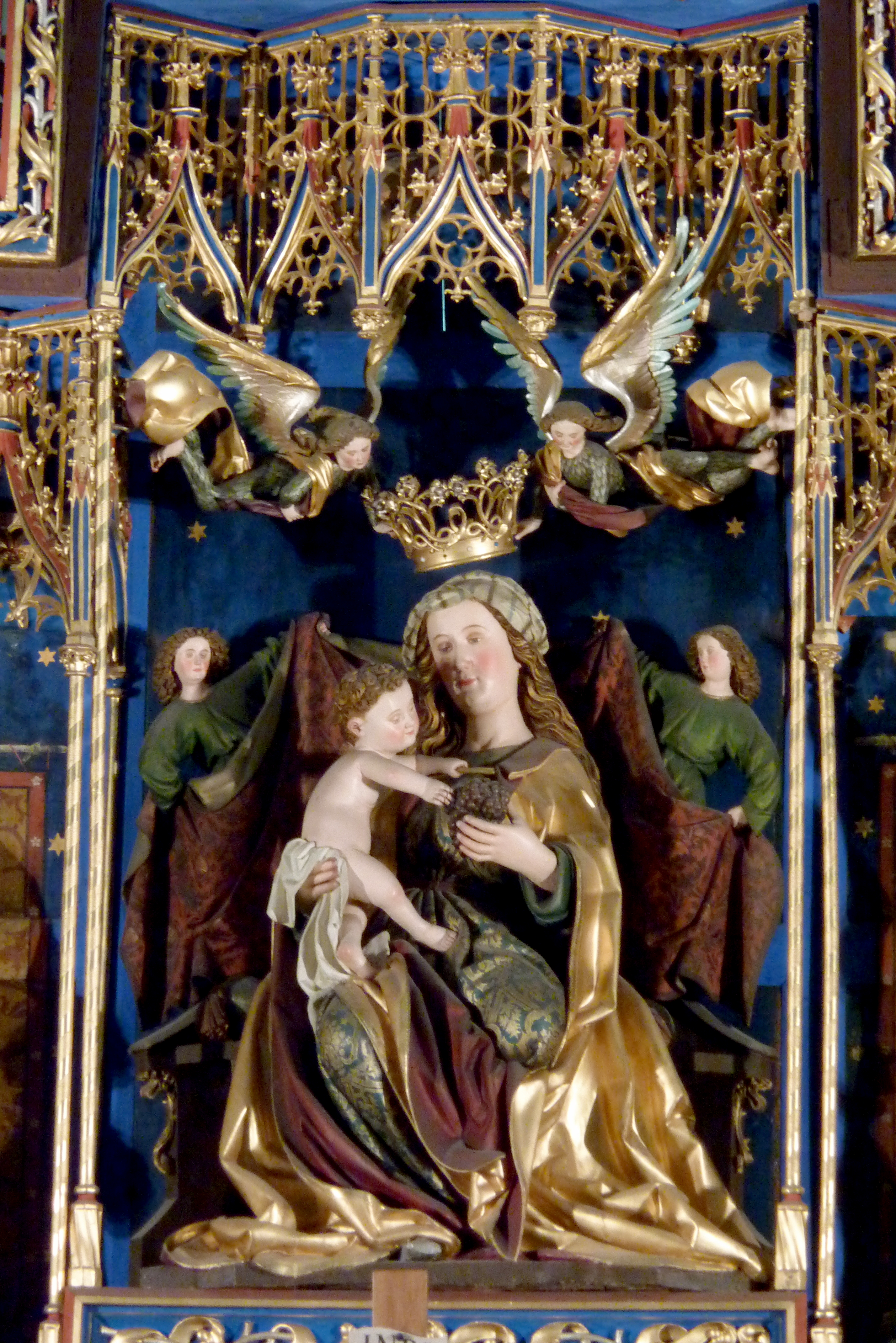
Maria und Jesuskind mit Weintraube

Den Mittelteil des Altares bilden drei Tafeln mit Schnitzfiguren, die einem oberrheinischen Bildhauer in der Nachfolge von Niclas Gerhaert van Leyden zugeschrieben werden. Im Zentrum sitzt Maria mit dem Jesuskind auf dem Schoss, dem sie eine Traube reicht und damit auf die Verwandlung von Wein in das Blut Jesu bei der Eucharistiefeier verweist. Zwei Engel halten eine Krone über ihrem Haupt und zwei Engel halten ihren Umhang.
Die linke Figur zeigt den hl. Blasius, der einem Kind eine Fischgräte aus dem Hals zieht und es so vor dem Ersticken bewahrt. Die rechte Figur stellt den hl. Christophorus dar, der das Jesuskind über einen Fluss trägt.

## Predella
Die Predella diente ursprünglich zur Aufbewahrung der Reliquien, die hinter dem Eisengitter für die Pilger sichtbar waren. Heute sind dort Schnitzfiguren aus dem 15. Jahrhundert aufgestellt, die Jesus und die Zwölf Apostel darstellen.